# Celine Reymond
María José Celine Reymond Villegas (Santiago, 11 de agosto de 1982), conocida como Celine Reymond, es una actriz, cineasta y cantante chilena. Ha actuado en varias telenovelas, entre ellas Primera dama (Canal 13, 2010) y Te doy la vida (Mega, 2016). También desarrolla una carrera musical bajo el nombre de Kali Mutsa ("gata negra" en romané) y se ha presentado en festivales como South by Southwest (Estados Unidos) y Lollapalooza (Chile). Ha dirigido el cortometrajo Melodramas (2022). 

## Carrera
Estudió en el Colegio Apoquindo, donde se graduó en 1998. A los 20 años viajó a Francia para estudiar en la Escuela Internacional del Gesto y la Imagen "La Mancha". Regresó a Chile en 2006.
Su debut como actriz fue en la telenovela Gatas y tuercas de Canal 13 (2005), aunque alcanzó mayor notoriedad al año siguiente con el papel de Camila Wood en la telenovela nocturna Alguien te mira de la estatal TVN.
En 2008, continuó en TVN participando en otras telenovelas, tales como la controversial primera versión de la también polémica telenovela El señor de la querencia, donde interpretó a Teresita Echeñique; y la telenovela vespertina Hijos del Monte, en esta última interpretó a Guadalupe Mardones. A casi un mes de finalizar las grabaciones de esta teleserie, abandonó la historia debido a un cuadro de estrés, y fue reemplazada por Begoña Basauri para continuar su personaje.
En 2010 volvió a Canal 13 para protagonizar la telenovela Primera dama.
Más tarde residió en Buenos Aires donde participó en la telenovela Los únicos y luego, de regreso en Chile, participó en las series históricas Cobre, del canal Mega, y Bim bam bum, de TVN.
En cine, protagonizó la cinta chilena de acción Mandrill, junto a Marko Zaror, con quien mantuvo una relación hasta 2010. Su última actuación fue en la película chilena Caleidoscopio (2014).
En 2015 retoma el género de las telenovelas al participar como Bernardita Cummings en Eres mi tesoro, la primera producción nacional de Mega para el bloque diurno (de las 15 horas). Luego, protagonizó la siguiente ficción de ese horario, Te doy la vida, con el rol de Isidora Valdés. Luego pasaría a coprotagonizar la nocturna Casa de muñecos.

## Filmografía
| Año  | Título               | Papel        |
| ---- | -------------------- | ------------ |
| 2007 | Mejor Mascar Lauchas | Mirta        |
| 2007 | Corazón Secreto      | Chica Muerta |
| 2007 | Caleidoscopio        | Daniela      |
| 2009 | Mandrill             | Dominic      |

## Televisión
| Año       | Título                   | Papel                       | Notas    |
| --------- | ------------------------ | --------------------------- | -------- |
| 2005      | Gatas y tuercas          | Natalie Sanz                | Canal 13 |
| 2006      | Descarado                | Celeste Castillo            | Canal 13 |
| 2007      | Alguien te mira          | Camila Wood                 | TVN      |
| 2008      | El señor de La Querencia | Teresa "Teresita" Echeñique | TVN      |
| 2008      | Hijos del Monte          | Guadalupe Mardones          | TVN      |
| 2010      | Primera dama             | Sabina Astudillo            | Canal 13 |
| 2012      | Los únicos               | Uma Bali                    | El trece |
| 2015      | Eres mi tesoro           | Bernardita Cummings         | Mega     |
| 2016      | Te doy la vida           | Isidora Valdés              | Mega     |
| 2018      | Casa de muñecos          | Isabella Falco              | Mega     |
| 2019-2021 | 100 días para enamorarse | Mané Valenzuela             | Mega     |
| 2024      | Secretos de familia      | Fátima Manzur               | Canal 13 |

| Año  | Título                | Papel         | Notas       |
| ---- | --------------------- | ------------- | ----------- |
| 2006 | Casado con hijos      | Amiga de Titi | Mega        |
| 2008 | Gen Mishima           | Elena Miranda | TVN         |
| 2012 | Vida por vida         | Paula Rilke   | Canal 13    |
| 2012 | Cobre                 | Nora          | Mega        |
| 2013 | Bim Bam Bum           | Margot Lucero | TVN         |
| 2014 | La canción de tu vida | Ana           | TVN         |
| 2016 | Bala loca             | Juliana       | Chilevisión |

### Programas de televisión
| Año  | Nombre     | Rol      | Canal    |
| ---- | ---------- | -------- | -------- |
| 2013 | El Locutor | Invitada | 24 Horas |

## Premios y nominaciones
| Premio           | Año  | Categoría                             | Trabajo        | Resultado |
| ---------------- | ---- | ------------------------------------- | -------------- | --------- |
| Premio Wikén     | 2010 | Mejor actriz                          | Primera dama   | Ganadora  |
| Premio Fotech    | 2010 | Mejor actriz principal                | Primera dama   | Ganadora  |
| Premios Caleuche | 2017 | Mejor actriz protagónica - Teleseries | Te doy la vida | Nominada  |